# Jaba' (Jénine)
Pour les articles homonymes, voir Jaba.
Jaba', en arabe : جلبون, est une ville du gouvernorat de Jénine en Palestine, dans le nord de la Cisjordanie. Elle est située à 8 kilomètres au sud-ouest de Jénine. Selon le recensement du Bureau central palestinien des statistiques, la localité compte une population de 10 413 habitants en 2017.